# Кравець Ганна Миколаївна
Ганна Миколаївна Кравець (18 лютого 1944, село Вовчищовичі, тепер Мостиського району Львівської області) — українська радянська діячка, ланкова колгоспу імені Ярослава Галана Мостиського району Львівської області. Депутат Верховної Ради УРСР 7—9-го скликань.

## Біографія
Народилася у селянській родині Миколи Бджоли. Батько помер, коли Ганна ще навчалася у школі.
Освіта середня спеціальна.
З 1959 року — доярка, ланкова колгоспу імені Ярослава Галана села Дидятичі Мостиського району Львівської області. Вирощувала високі врожаї цукрових буряків.
Член КПРС з 1968 року.
Потім — на пенсії у селі Вовчищовичі Мостиського району Львівської області.

## Нагороди
- два ордени Леніна
- орден Трудового Червоного Прапора
- ордени
- медаль «За трудову відзнаку»